# 홍국영
홍국영(洪國榮, 1748년 ~ 1781년 4월 28일(음력 4월 5일))은 조선 영조,정조대의 세도 정치가. 본관은 풍산(豊山)이며, 자는 덕로(德老)이다. 세손궁의 궁료(宮僚) 시절 때부터 정조(正祖)의 총애를 얻고, 정조 즉위 후 부홍파(扶洪派)를 제거하고 정권을 장악했다. 세간에는 흔히 권력을 잡은 후 세도를 부리다가 축출된 것으로 알려져 있지만, 실제 축출 이유에 대해서는 제대로 알려져 있지 않다.

## 생애 초반
아버지는 홍낙춘이고, 어머니는 우봉이씨로 이유(李維)의 딸이다. 아버지 홍낙춘은 당시에는 관직이 없었고 후일 딸이 원빈으로 간택되면서 가감역, 호조참의 등을 역임하게 된다. 그는 서울 풍산 홍씨들의 비조격인 홍이상의 8대손, 선조의 적녀 정명공주와 영안위 홍주원의 6대손으로서, 역시 영안위 후손인 혜경궁 홍씨와 11촌의 동문이다. 영안위 홍주원과 정명공주의 장남 홍만용은 홍봉한, 홍인한, 홍용한, 홍준한 형제와 홍상한의 증조부였고, 홍주원의 차남 홍만형은 홍국영의 5대조가 된다. 그러나 그는 조선왕조 기준  멀지 않은 친척이었던 홍인한과 상당히 사이가 좋지 않았다 한다.
혜경궁은 한중록에서 그의 아버지 홍낙춘에 대해 "광증이 있다"라고 표현한 적이 있는데, 이는 대개 홍낙춘이 주류에 속하지 못한 인물이었다는 의미로 해석된다. 실제로 조부 홍창한은 전라도 관찰사를 지낸 인물이고 백부인 홍낙순은 대과에 급제했고 숙부인 홍낙빈도 진사였으나, 홍낙춘은 원빈이 후궁이 되기 전에는 관직을 얻지 못한 것으로 보인다.
홍국영은 도성의 경화사족 집단의 일부로서 그의 고조 홍중해는 인현왕후의 고종사촌이었고, 당대에도 정순왕후 김씨 외 이익보, 이정보, 홍계능, 조중회, 김이도 등과도 인척 관계를 가지고 있었다. 얼굴이 예쁘장했다는 기록이 많이 보이며 시문을 잘 짓고 창을 부르기 좋아하였다 한다.
혜경궁 홍씨는 그가 예쁘장한 외모였다며 동궁(세손 산)이 그를 얼굴도 어여쁘고 슬기롭고 민첩하다 여겼다 한다. 심낙수의 《은파산고 (恩坡散稿)》에는 얼굴 생김새가 준수했다 한다. 심낙수는 은파산고에 그가 눈치가 빠르고, 행동이 민첩했다고 한다. 혜경궁 홍씨는 한중록에 세손이 그를 총애하면서 다른 동궁 관료들을 멀리했다며, 사나이가 첩에게 혹한 모양이라고 품평했다.
그는 친척인 홍인한과 사이가 좋지 않았다. 혜경궁에 의하면 홍국영의 백부 홍낙순과 자신의 숙부 홍인한이 서로 원수처럼 여긴 것, 홍인한이 홍국영을 어떤 이유였는지는 밝히지 않았으나 홍인한이 홍국영을 꾸짖은 일, 홍국영이 아버지 홍낙춘의 관직을 홍봉한에게 여러번 청탁하자, 홍봉한은 상중이라서 거절하다가 홍인한에게 사람을 보냈는데, 홍인한이 편지에 홍국영을 미쳤다고 적은 것을 홍국영이 보게 된 것을 이유로 들었다. 한중록에 의하면 홍인한은 홍국영에게 영안위 후손에 이런 물건이 나왔느냐며 혹평했고, 이를 듣고 홍국영은 앙심을 품었다 한다. 홍인한이 세손을 반대하면서, 세손을 보호하던 홍국영은 홍인한 역시 공격했다.
1769년 세손 산은 흥은부위 정재화 등과 함께 기방에 출입했다가 화완옹주, 홍국영 등이 각각 목격했다. 홍국영, 화완옹주 등이 각각 혜경궁 홍씨에게 알렸고, 혜경궁은 친정아버지 홍봉한을 찾아가 어린 세손이 사도세자와 같이 될까봐 염려된다며 사건 수습을 요청했다. 홍봉한은 개입하기를 거절했고, 혜경궁은 단식농성을 했다. 홍봉한이 나서서 기생들을 유배보내고 세손에게 후보고를 한 후 사건을 수습했다. 이는 왕조실록, 승정원일기에는 기록되지는 않았지만, 혜경궁 홍씨의 한중록에 언급되었다.

## 동궁 궁료 시절
1772년 9월 정시(庭試:별시의 일종) 문과에 병과 11위로 급제하였다. 대과에 급제하고도 6개월간 보직을 받지 못하다가 이듬해 2월부터 가주서(假注書)로 벼슬살이를 시작한다. 계속해서 이 해 4월 정민시와 함께 한림소시에 합격하여 본격적으로 영조를 보좌하는 사관으로 봉직하기 시작했다. 한중록에서는 그가 사관으로 봉직할 당시 영조가 홍국영을 "내 손자"라고 부르며 총애했다고 쓰고 있다. 이듬해인 1774년 3월에는 동궁시강원 설서(說書)로 임명된다. 세간에 홍국영이 과거 급제와 동시에 설서에 임명되었다는 설이 많이 퍼져있는데 이는 잘못된 내용이다. 정조와는 동궁시강원 설서가 되면서부터 가까워진 것으로 보인다. 정조는 이 당시 궁료들이 서연에서 아뢴 말들을 모아 《현각법어》(賢閣法語)라는 책을 펴냈는데, 실제로 이 책의 대부분을 차지하는 것은 홍국영의 언행이라고 한다. 《명의록》 등은 이 시기 홍국영이 "세손의 오른날개(右翼)"라고 불렸다고 적고 있다.

## 집권기

### 정조의 오른 날개
1776년 3월 정조는 즉위하자 마자, 정적이었던 홍인한, 정후겸 일당을 공격, 숙청했다. 이어 당론서인 《명의록》을 펴내 이 조치에 대한 자신의 입장을 홍보했다. 흔히 홍인한-정후겸이 정조의 즉위를 막았다는 속설이 널리 퍼져 있으나 이는 와전된 내용이고, 이 책에서 밝힌 공식적인 죄명은 첫째, 세손의 대리청정을 막은 것과 둘째, 세손의 오른날개, 즉 홍국영을 제거하려 했다는 것이었다. 또한 이 책에서 정조는 홍국영을 '의리의 주인'이라고 부르며 그가 자신의 즉위과정을 도운 1등공신(소위 동덕회원同德會員)이자 최측신임을 대내외에 천명했다.
정조1년(1777년) 홍상간, 홍계능 등이 모의하여 경희궁에 자객을 침투시키는 사건이 발생하자 이들을 처분하면서 다시 공초 내용을 《속명의록》에 수록하여 편찬하였다. 속명의록의 죄인들 역시 홍국영을 주된 공격대상으로 삼고 있으며, 집안의 여인들까지도 홍국영의 저주에 동원되었을 정도였다.

### 집권기 활동
1776년 3월 정조는 즉위 3일 만에 그를 전격적으로 승정원 동부승지에 발탁했다. 이어 7월에는 승정원 최고직인 도승지로 승진시킨다. 이후 그는 정계에서 물러날 때까지 거의 줄곧 도승지직을 맡았으며(원빈 사후 약 2개월 동안 물러났던 적이 있었음) 이 당시 도승지의 별칭인 "지신사"는 곧 홍국영을 가리키는 대명사처럼 사용되었다고 한다. 이 밖에 문관으로는 경연 참찬관, 춘추관 수찬관, 예문관 직제학, 홍문관 제학, 규장각 직제학, 이조참판, 대사헌 등의 역임했다.
군문의 장임으로는 정조 즉위년 11월 수어사에 임명되었던 것을 시작으로 잠시 총융사를 거쳐 1777년 5월에는 금위대장에 임명되었으며, 이후 대개 금위대장과 훈련대장을 돌아가며 맡았다.(그러나 훈척만이 맡을 수 있는 호위대장에 임명된 적은 없다.) 1777년(정조1년) 7월, 전술한 홍상간, 홍계능의 궁궐자객침투 사건이 일어났을 때 이 사건 연루자에 호위청의 무사가 포함되어 있었던 이유로 호위청을 축소하였는데, 대신 숙위소(宿衛所)를 창설하고 홍국영을 그 대장에 임명하였다. 정조는 숙위대장에게 특별히 대장패와 전령패를 차게 하며, 안으로 위장, 부장, 금군과 도감의 군병, 각문의 수문장ㆍ국별장과 밖으로 궁궐 담장 바깥에 삼군영의 입직하는 순라까지 매일 숙위대장에게 보고하도록 조치했다. 이런 보직들은 대개 겸직이었으며 그의 대표적인 보직은 도승지와 훈련대장, 숙위대장, 약원부제조였다. 그외 각종 관청에서 평정, 관리를 담당하는 제거(提擧)를 다수 겸직하였으며 잡다한 제거 겸직으로 인한 격무의 어려움을 호소하는 기록도 종종 보인다.
정조 초기의 가장 주요한 사업이라면 규장각 설치가 꼽히는데, 정조의 최측신이었던 홍국영 역시 규장각과 관련이 깊다. 그는 제일 처음으로 규장각 직제학(直提學)에 임명된 관료였으며, 유명한 규장각 서얼 사검서관의 서용 역시 홍국영의 천거와 설득으로 이뤄졌다. 다만 홍국영 축출 후 규장각 내각일기에서 그에 관한 기록을 삭제하여 새로 작성하게 했다는 설이 있다. 현재 홍국영이 규장각에서 실제 이행했던 사업에 대해서는 전혀 알려져 있지 않다.

## 외척
1778년 홍국영의 누이 원빈 홍씨가 정조의 후궁이 된다. 이때 원빈 홍씨의 지위는 유례 없는 것이었다. 후일 이 모든 이례적인 처사는 모두 홍국영의 세도로 인해 일어난 일이란 식으로 설명되게 된다. 혜경궁은 《한중록》에서 "홍국영이 자교(이 경우 후궁 간택령)를 내리게 했다"라고 쓰고 있다. 《한중록》에서는 이어 원빈의 입궁에 대해, 홍국영이 세도를 탐내어 제 누이를 들여보낸 것으로 자신은 이에 반대하는 입장이란 식으로 기록했다. 그런데 《(정조)어제인숙원빈행장》(정조가 원빈 사후 작성한 원빈의 생전 행적을 기록한 글)에서는 혜경궁 자신의 진술과는 반대로 혜경궁이 원빈에 대해 각별한 정의(情誼)를 나타냈다고 한다. 《순조실록 혜경궁 행장(김조순 저)》에서 혜경궁은 원빈에 대한 각별한 정의를 지녔던 혐의가 있으나 사실이 아니라 강조한 대목이 있다. 홍국영 일가의 인물이 지은 것으로 보인다는 고전소설 《숙창궁입궐일기》는 원빈의 입궐과정을 그리고 있는데 혜경궁은 효의왕후 쪽인 인상을 준다.
홍국영의 누이 원빈 홍씨(元嬪 洪氏)는 가례를 올린 지 1년이 되지 않아 급작스럽게 사망했다. 《한중록》에는 홍국영이 원빈의 죽음을 독살로 여기고 그 배후로 효의왕후를 의심하여 왕비의 나인들을 혹독하게 고문했다는 내용을 전하며 그 죄를 성토하는 대목이 있다.
원빈 사망 당일 정조는 자신의 서제 은언군 아들 완풍군을 원빈의 수원관으로 삼았다. 후일 홍국영이 이 완풍군을 "내 조카"라고 부르며 그를 통해 대계를 저지하려 했다는 기록이 남아 있으나, 기록에 일관성이 없어 완전히 신뢰하기에 어려움이 있다. 이 완풍군(完豊君) 준(濬)은 홍국영의 몰락 후, 상계군(常溪君) 담(湛)으로 개명(改名) 개봉(改封)되며 왕실 세력들의 견제를 받았으며, 결국 5년 후인 정조10년(1786년)에 죽는다.

## 몰락과 죽음

### 은퇴와 유배
1779년 음력 9월 26일 홍국영은 자신이 맡고 있던 모든 조정의 실직(實職)에서 물러난다는 뜻을 담은 은퇴 상소를 올렸으며, 정조는 당일 이를 수락한다. 이때 정조는 불과 32세의 홍국영에게 봉조하 직함을 내려주는데, 일찍이 백발의 봉조하는 있어도 흑발의 봉조하는 없었는데, 이제 있게 되었다고 하여 그는 “흑두봉조하”라고 불리게 된다. 《한중록》과 《정종대왕행장》 등 사후적인 기록에서는 공통적으로 홍국영이 자진 사퇴의 형식으로 물러난 것 자체가 정조의 뜻이었다고 전하고 있어 정설로 통하나, 이와 같이 사퇴시킨 정확한 이유에 대해서는 아직까지 확인된 바 없다.
정조는 홍국영을 퇴진시키고 숙위소를 혁파시켰으나 동시에 그의 백부 홍낙순(洪樂純)을 정승에 임명했다. 따라서 한동안 그의 세력은 조정에 계속 건재했으며 그 자신도 계속 궁중에 출입할 수 있었다. 그러나 12월에 홍국영의 당여들이 서명응에 대한 탄핵을 시도하다가 반대로 조정에서 축출 당한다. 1780년 1월에는 홍낙순이 파직과 문외출송되고, 다음달 26일 김종수의 탄핵상소가 올라오는 것과 동시에 그는 방출 처분을 받았다. 김종수의 탄핵 상소를 시작으로 하여 홍국영에 관한 탄핵이 이 때부터 본격적으로 시작되었다. 이 부분에 대해 《한중록》은 김종수의 상소 역시 정조의 뜻이었다고 전하고 있다. 처음에는 1780년 2월 강원도 횡성으로 유배되었다가, 그 다음에는 강릉으로 유배되었던 홍국영은 결국 이듬해인 1781년 4월 5일에 34세의 젊은 나이로 사망한다.

### 몰락 이유
홍국영의 몰락에 대해서는 각종 설만 난무할 뿐, 제대로 알려진 것이 없다. 탄핵의 포문을 연 김종수의 상소에서 언급된 공식적인 탄핵 사유는 '후궁 간택을 막았다'라는 것이었다. 또한 (원빈의 수원관인) 완풍군을 정조의 양자로 들여 동궁으로 삼으려 했다는 가동궁 사건설도 몇몇 군데에서 언급된다. 정조7년 문양해 반란사건 당시 '왕비의 목숨을 위협했다'라는 기록도 있고,《정종대왕묘지문》에는 홍국영이 은전군 이찬(정조의 이복 아우)을 죽게해서 몰락했다고 정조가 원망했다는 기록도 있다. 속설 중에 홍국영이 완풍군을 원빈의 양자로 삼았다거나, 효의왕후 김씨의 음식에 독약을 넣었던 것이 발각되었다는 등의 이야기가 가장 널리 알려져 있으나, 이는 19~20세기에나 등장한 야사로 짐작된다.

### 사후
강원도 강릉시 교동에는 홍국영이 묻혔다고 전해지는 묘소가 있었다고 한다. 1977년 발간된 《전국문화재총람》에는 〈강릉 전 홍국영묘〉라는 제목으로 홍국영이 묻혔다고 전해지는 묘소가 설명되어 있다. 이 자료에 따르면, 묘소의 넓이는 약 50평, 크기는 약 1미터 정도로 추정했으며, 1972년 후손들이 발견하였으나 아무런 유물도 찾지 못했다고 한다. 현재 강릉종합경기장 뒷편 교동 수리골이라고 하는 마을이라고 한다. 수리골은 강릉종합경기장에서 북쪽방향 경포호 방향으로 가는 길 주변의 부락명이다. 이 지역은 뒤에 1985년 10월 강릉 종합 운동장으로 개발되었으며 지금은 홍국영 묘소의 흔적을 찾아보기 힘들다. 묘소 인근에는 홍국영이 살았다고 전해지는 가옥이 전하는데, 명확하게 이를 뒷받침할 만한 사료는 아직 없다.
강릉시 노암동 300번지에는 홍국영이 살았다고 전해지는 김윤기 가옥이 있는데, 강희 53년 갑오(1714년)에 건립했다 한다. 이 가옥에서 홍국영이 실제 거주했는지, 얼마나 거주했는가는 알려진 것이 없다. 노암동의 김윤기 가옥에는 홍국영이 심었다고 전해지는 백일홍과 소나무가 전한다. 김윤기 가옥은 1985년 1월 17일 강원도 문화재자료 제58호로 지정되었다.

## 가족 관계
- 할아버지 : 홍창한(洪昌漢)
  - 아버지 : 홍낙춘 (洪樂春)
  - 어머니 : 우봉 이씨, 이유(李維)의 딸
    - 누이 : 원빈 홍씨 (元嬪 洪氏)
    - 매제 : 정조 (正祖)
    - 아내 : 덕수 이씨

## 관련 작품

### 드라마
- 《상노》(1978, TBC, 배역: 임동진)
- 《조선왕조 오백년 - 한중록》(1989, MBC, 배역: 김동현)
- 《조선왕조 오백년 - 파문》(1989, MBC, 배역: ?)
- 《왕도》(1991, KBS, 배역: 김영철)
- 역사의 라이벌 9회, 배역: 김원배
- 《홍국영》(2001, MBC, 배역: 김상경)
- 《부패한 측근의 단호한 척결 - 정조》(2002, EBS, 배역: 차철순)
- 《권력 독점의 최후 - 세도정치가 홍국영》(2003, EBS, 배역: 김응석)
- 《이산》(2007, MBC, 배역: 한상진)
- 《바람의 화원》(2008, SBS, 배역: 정인기)
- 《무사 백동수》(2011, SBS, 배역: 최재환)
- 《옷소매 붉은 끝동》(2021, MBC, 배역: 강훈)

### 영화
- 《십년세도》(1964, 배역: 신영균)
- 《역린》(2014, 배역: 박성웅)

## 같이 보기
- 혜경궁 홍씨
- 원빈 홍씨
- 정조
- 홍봉한
- 김귀주
- 홍계희
- 홍창한
- 상계군
- 은언군